# George Stafford-Jerningham (8e baron Stafford)
George William Stafford-Jerningham, 8e baron Stafford (27 avril 1771 - 4 octobre 1851), connu comme George William Jerningham, 7e baronnet de 1809 à 1824, est un pair britannique qui, en 1824, obtient avec succès un renversement de la suspension de la baronnie de Stafford.

## Jeunesse

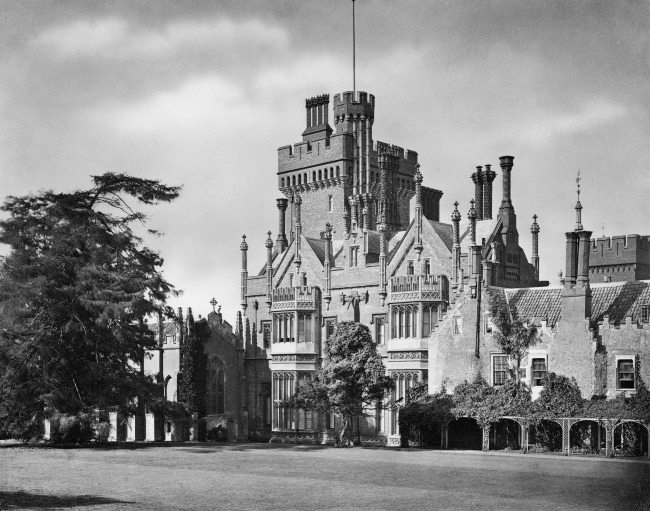
Costessey Hall, siège de la famille Jerningham (maintenant démoli), c. 1850

Stafford est né le 27 avril 1771. Il est le fils du fils aîné et héritier de Frances Dillon (1747-1825) et William Jerningham, 6e baronnet (1736-1809) de Cossey Park à Norfolk. Sa sœur aînée, Charlotte Georgiana Jerningham, est l'épouse de Richard Bedingfeld, 5e baronnet. Il a deux frères plus jeunes, William Charles Jerningham (une de ses filles épouse Edward Preston, 13e vicomte Gormanston et une autre qui épouse Edward-Charles Blount) et Edward Jerningham, un avocat qui est secrétaire du British Catholic Board et conçoit la chapelle Saint-Augustin au siège de la famille, Costessey Hall, qui ouvre la semaine après la mort de leur père en 1809. Edward épouse Emily Middleton de Londres en 1804, avec qui il a quatre enfants .
Son père est le représentant de l'une des rares familles restantes de la noblesse anglaise avant la Conquête, et descend du côté maternel du roi Édouard III. Ses grands-parents paternels sont George Jerningham, 5e baronnet et Marie Françoise "Mary" Plowden (unique enfant survivant de Mary Stafford-Howard et Francis Plowden, contrôleur de la maison Jacques II et Jacques III). Sa grand-mère Mary est l'unique héritière de son oncle, John Stafford-Howard, 4e comte de Stafford (fils de John Stafford-Howard de Stafford Castle, fils cadet de William Howard (1er vicomte Stafford)). Sa mère est la fille aînée d'Henry Dillon (11e vicomte Dillon) et de Charlotte Lee (deuxième fille de George Lee (2e comte de Lichfield)).

## Carrière
Il devient septième baronnet de Costessey le 14 août 1809. En 1824, il obtient un renversement de l'attainder de la baronnie de Stafford (imposé à son ancêtre William Howard (1er vicomte Stafford) en 1680). La famille assume par licence royale le nom de famille supplémentaire de Stafford en même temps.
En 1829, il est nommé membre de la Society of Antiquaries of London, une société savante fondée en 1707.

## Vie privée

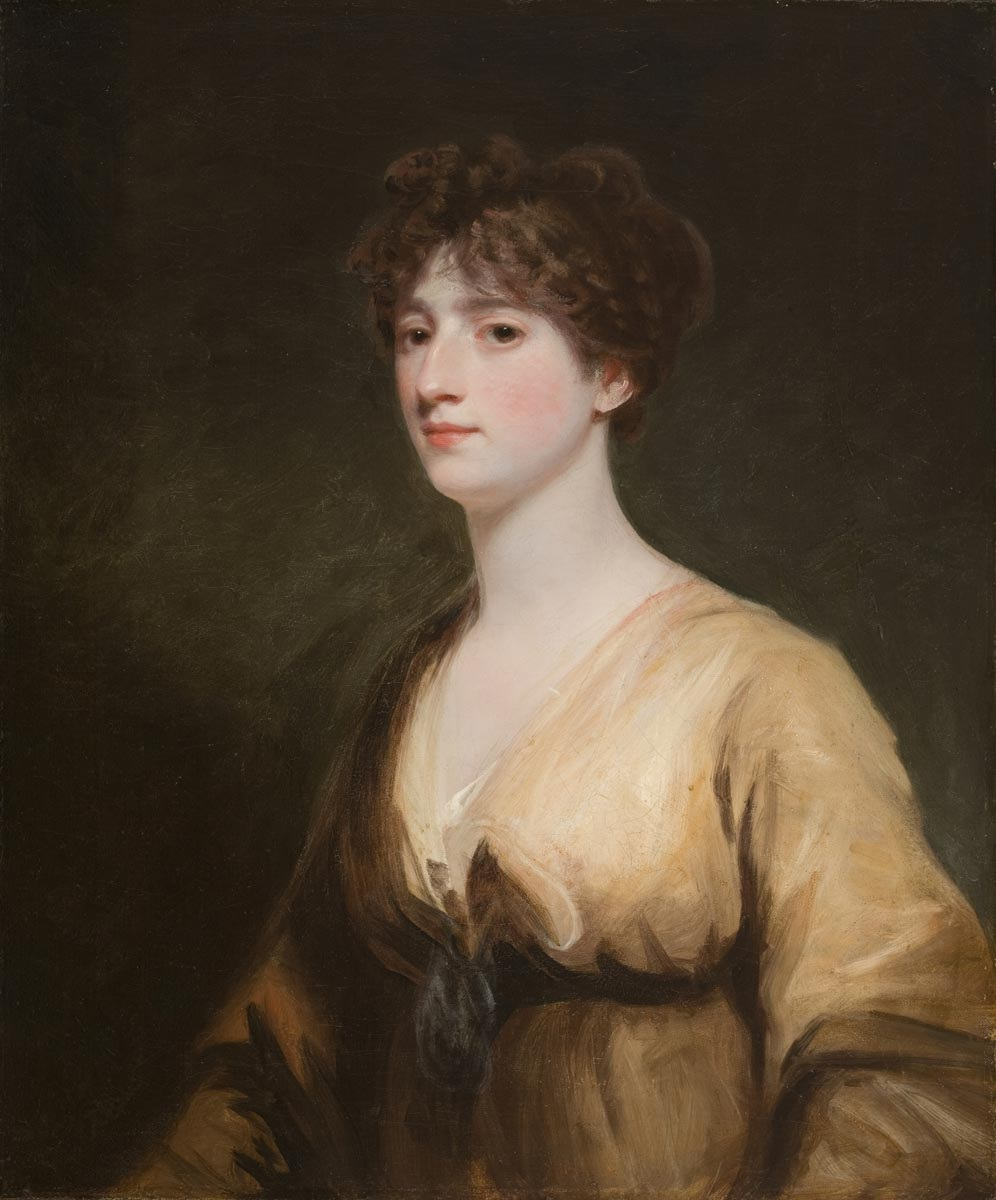
Portrait de sa première épouse, Frances (née Sulyarde) Jerningham, par John Hoppner, 1800.

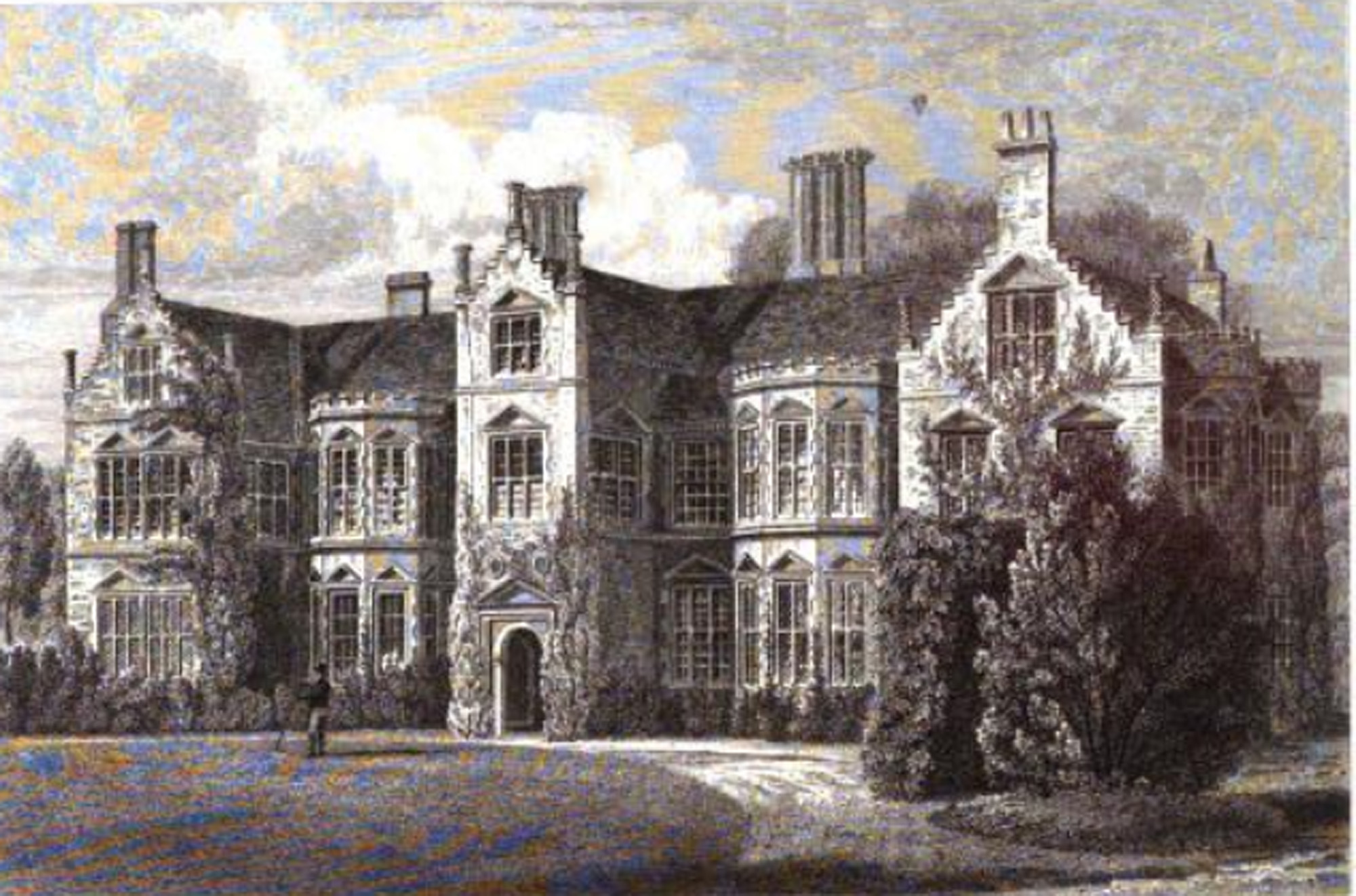
Gravure de Haughley Park en 1827

Lord Stafford est marié deux fois. Le 26 décembre 1799, il épouse Frances Henrietta Sulyarde (1776-1832), fille cadette et cohéritière d'Edward Sulyarde de Haughley Hall et de Susanna Ravenscroft (fille aînée et cohéritière de John Ravenscroft of Wykeham). Avant sa mort le 14 novembre 1832, ils sont les parents de six fils et six filles, dont :
- Charlotte Georgina Stafford-Jerningham (1800-1876), qui épouse Thomas Fraser (12e Lord Lovat), en 1823[1]
- Henry Stafford-Jerningham (9e baron Stafford) (en) (1802-1884)[1]
- Edward Stafford-Jerningham (1804-1849), qui épouse Marianne Smyth (décédée en 1859), fille de John Smythe, en 1828[1]
- George Sulyarde Stafford-Jerningham (1806-1874), qui est envoyé extraordinaire et ministre plénipotentiaire en Suède de 1859 à 1872[1]
- Charles William Stafford-Jerningham (1807-1884), lieutenant du 6e Dragoon Guards décédé célibataire[1]
- Laura Maria Stafford-Jerningham (1811-1886), qui épouse Edward Robert Petre (en), fils aîné de Robert Petre (9e baron Petre) (en) et, sa seconde épouse, Juliana Barbara Howard (sœur de Bernard Howard (12e duc de Norfolk)), en 1829[1]
- William George Stafford-Jerningham (1812-1874), qui est ministre résident à Lima au Pérou de 1857 à 1874 et qui épouse Eglantina Narcissa Elmore, fille de Frederick Augustus Elmore de Lima, en 1860[1]
- Francis Hugh Joseph Stafford-Jerningham (1814-1874), décédé célibataire[1]

Le couple vit à Haughley Hall jusqu'en 1809, date à laquelle il hérite du titre et du domaine de son père. Ils déménagent au siège de la famille Jerningham de Costessey Hall et y vivent pour le reste de leur vie. Haughley Hall est vendu à William Crawford vers 1816. De 1826 à 1836, JC Buckler construit un château gothique à Costessey pour Lord Stafford qui est plusieurs fois plus grand que le manoir Tudor d'origine.
Après la mort de Frances en 1832, il épouse Elizabeth Caton (1790-1862), deuxième fille Richard Caton et Mary Carroll Caton (une fille de Charles Carroll de Carrollton), le 26 mai 1836 à Paris,. L'une de ses sœurs, Marianne, est la seconde épouse de Richard Wellesley (1er marquis de Wellesley) . Une autre, Louisa, est l'épouse de Felton Hervey-Bathurst, 1er baronnet et après sa mort, Francis D'Arcy-Osborne (7e duc de Leeds). La plus jeune est Emily Caton, épouse de John McTavish, le consul britannique d'origine écossaise à Baltimore.
Lord Stafford meurt le 4 octobre 1851 et est enterré à Cossey, Norfolk. Il est remplacé par son fils aîné, Henry. Lady Stafford meurt onze ans plus tard, le 29 octobre 1862.